# Centro Educativo Recreativo Associação Atlética São Mateus

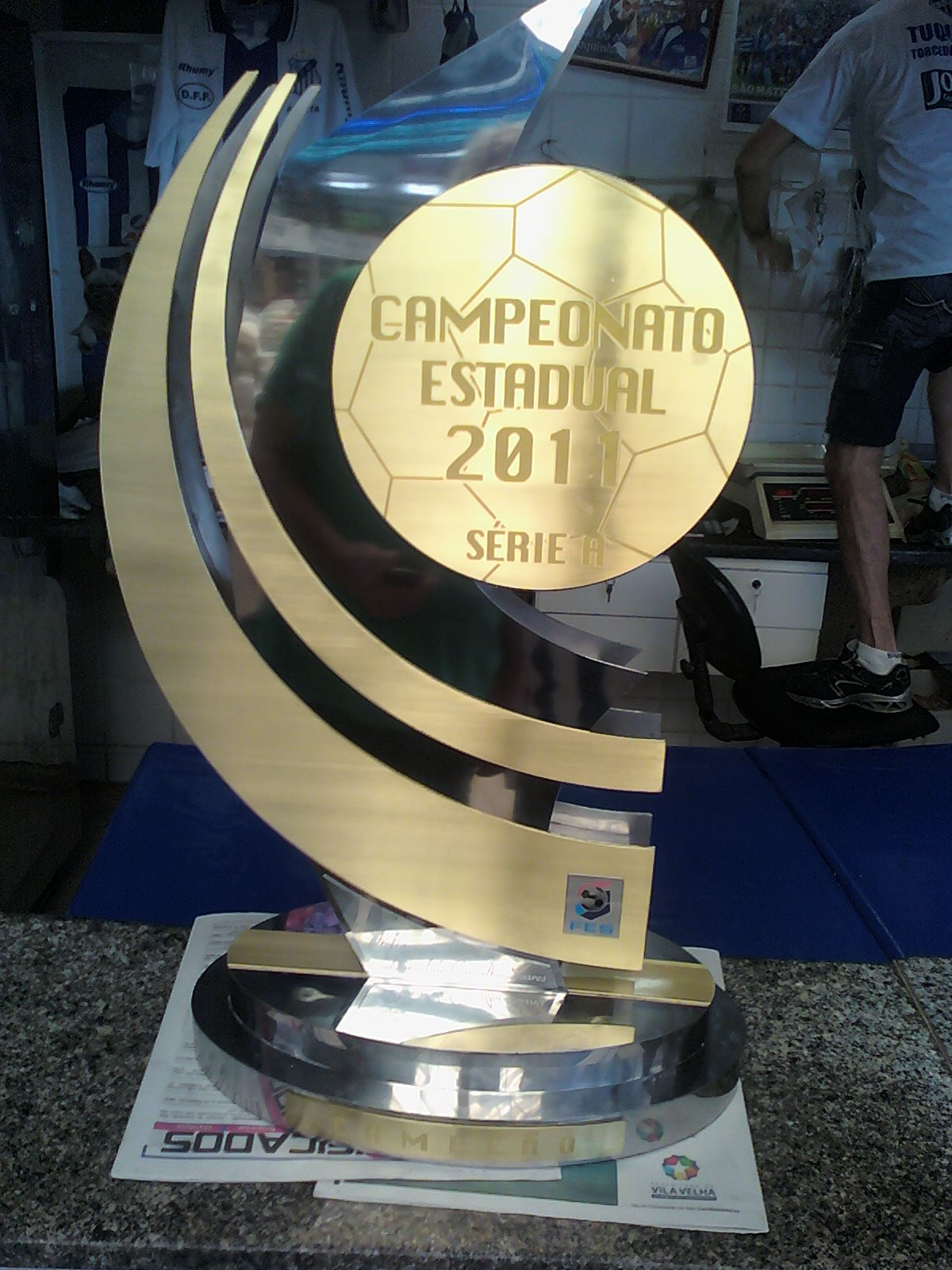
El Troféu Durval Soares lo ganó Sao Mateus por primera vez en 2009.

El Centro Educativo Recreativo Associação Atlética São Mateus, conocido como Sao Mateus, es un equipo de fútbol de Brasil que juega en el Campeonato Capixaba de Segunda División, la segunda categoría del estado de Espirito Santo.

## Historia
Fue fundado el 13 de diciembre de 1963 en la ciudad de Sao Mateus del estado de Espirito Santo por un grupo de seminaristas de la Congregación Mariana con el nombre AA Parroquial, pero cuando se profesionalizó en 1971 el equipo pasa a llamarse AA Desportiva hasta que en 1975 cambia su nombre por el que tiene actualmente.
En 1975 gana el campeonato del norte del estado, lo que le dio el derecho de participar en el Campeonato Capixaba por primera vez en 1976,por lo que pasó a ser conocido como el Gigante del Norte. En ese mismo año ganaron el torneo de verano de la desaparecida liga del norte.

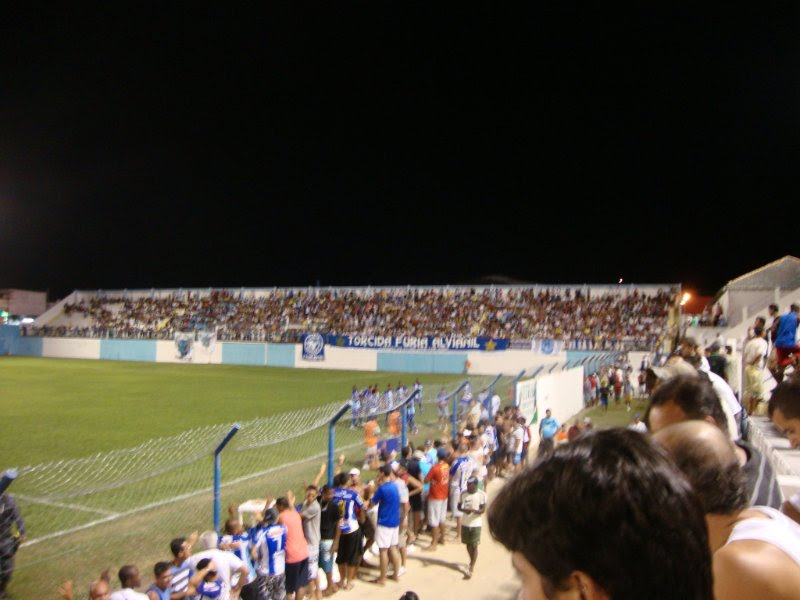
Estadio do Sernamby, sede del club desde 1975.

En su primera participación en el torneo estatal terminó en tercer lugar tras ser eliminado en las semifinales por el Rio Branco AC, temporada en la que se coronó como Campeón del Interior del estado. En 1979 la directiva del club decide que participarían en los torneos de categoría aficionada por ser más rentables, periodo en el que ganó cinco títulos durante la década de los años 1980. A causa del temor que el club inspiraba a sus rivales de categoría aficionada, regresaron al profesionalismo en 1987, año en el que ganaron el título de la segunda división estatal y lograron el ascenso al Campeonato Capixaba para 1988.
En 1994 pierde la final estatal ante Desportiva Ferroviária, pero con el consuelo de que lograron la clasificación para el Campeonato Brasileño de Serie C, la tercera división nacional, para 1995, temporada en la que terminaron en el lugar 89 con cuatro puntos como resultado de cuatro empates.
En 1999 participa por primera vez en la Copa Centro-Oeste, donde hizo la mayor goleada en la historia del torneo al vencer 8-0 al Ivinhema FC del estado de Mato Grosso del Sur, aunque en la copa terminó en sexto lugar. En la edición de la copa en 2000 terminó en tercer lugar, pero posteriormente los resultados del club en los torneos estatales fue regular, pero lejos de los títulos.
Tras descender del Campeonato Capixaba en 2006, donde tras tres años regresó a la primera división estatal luego de vencer en la final al Grêmio Esportivo Laranjeiras por un marcador global de 4-3. En su temporada de regreso estuvo a punto de no jugar la liga por problemas financieros, pero abarataron el plantel con puros jugadores desconocidos con el fin de permanecer en la categoría; pero el resultado fue mejor de lo esperado y ganaron el título estatal por primera vez en su historia luego de vencer en la final al Rio Branco AC luego de incidentes en la final que se definieron en los tribunales por problemas relacionados con el vandalismo.
En 2010 el club juega por primera vez en la Copa de Brasil donde fue eliminado en la primera ronda por el Clube do Remo del estado de Pará por un marcador global de 2-6, mientras que en ese año en el Campeonato Capixaba terminaron en octavo lugar en una temporada en la que cambiaron de entrenador en tres ocasiones. Al año siguiente es campeón estatal por segunda ocasión al vencer en la final al Linhares Futebol Clube con un marcador de 3-1.
El club desciende en la temporada 2018 de la primera división estatal.

## Uniforme
| Local 2019   | Local 2018  | Visita 2018  | Local 2017 | Visita 2017 |
| Tercero 2017 | Local 2016  | Visita 2016  | Local 2015 | Visita 2015 |
| Local 2011   | Visita 2011 |              | Local 2010 | Visita 2010 |
| Local 2009   | Visita 2009 | Tercero 2009 | Local 2008 | Local 2005  |
| Local 1999   | Local 1992  | Local 1987   | Local 1985 | Local 1976  |
| Local 1968   |             |              |            |             |

## Palmarés

### Regional
- Taça de Amizade: 1

1988

### Estatal
- Campeonato Capixaba: 2

2009, 2011
- Campeonato Estatal de Interior: 1

1976
- Campeonato Capixaba de Segunda División: 2

1987, 2008
- Torneo Inicio de Espirito Santo: 1

2003

### Aficionado
- Campeonato Estatal: 3

1984, 1985, 1986
- Copa Norte: 3

1974, 1984, 1985
- Copa Centro-Norte: 2

1984, 1985
- Torneo de Verano: 1

1975
- Torneo 1º de Mayo: 1

1994
- Torneo Cincuentenario de la Gazeta: 1

1978
- Torneo Ciudad de Sao Mateus: 1

2003